# Catherine Durand
Pour les articles homonymes, voir Durand et Catherine Durand (chanteuse).
Catherine Durand, épouse Bédacier, née en 1670 et morte en 1736, est une femme de lettres française.
Catherine Durand a écrit, sous ce nom, de très nombreux romans. Elle a également eu recours aux noms de plume de Madame D***, Mademoiselle D*** ou M. D.

### Œuvres
- Comédies en proverbes., Paris, 1699.
- La Comtesse de Mortane, La Haye, Veuve de Claude Barbin, 1699.
- Histoire des amours de Grégoire VII, du cardinal de Richelieu, de la princesse de Condé, et de la marquise d'Urfé, Cologn[e] [Hollande], Pierre Le Jeune, 1700.
- Les Avantures galantes du chevalier de Themicour, Paris, Pierre Ribou, 1701.
- Le Comte de Cardonne : ou La constance victorieuse, Paris, Ribou, 1702.
- Les Petits Soupers de l’esté, ou, Avantures galantes avec l’origine des fées, Amsterdam, J. Wetstein & G. Smith, 1702.
- Les Belles Grecques ; ou, L’Histoire des plus fameuses courtisanes de la Grèce. Et dialogues nouveaux des galantes modernes, Paris, Saugrain & Prault, 1712.
- Les Mémoires secrets de la cour de Charles VII, roi de France, Paris, Prault père, 1734.
- Les Voyages de campagne, avec Henriette-Julie de Castelnau de Murat, Paris, Prault, 1737.
- Henry, duc des vandales : histoire véritable, Paris, Prault, 1737.